# Permiso de trabajo
El permiso de trabajo o autorización de trabajo es un término genérico para una autorización legal que permite a una persona trabajar. Se utiliza con mayor frecuencia en referencia a los casos en que a una persona se le da el permiso para trabajar en un país donde no tiene la ciudadanía, pero también se utiliza en referencia a los menores, que en algunas jurisdicciones requieren un permiso para trabajar legalmente debido a las leyes sobre el trabajo infantil. Puede ser necesario un permiso de trabajo dentro de una industria, sector u ocupación, para ejecutar ciertas funciones en una fábrica fuera de las tareas operativas normales (tales como las tareas de mantenimiento) -. En algunos lugares se denomina Permiso para Trabajar (PPT).

## Estados Unidos
En general, los Estados Unidos no requiere permiso de trabajo para los nacionales adultos. Sin embargo, sí requiere que ciertos extranjeros tengan un Documento de Autorización de Empleo (Employment Authorization Document) del Servicio de Ciudadanía e Inmigración de los Estados Unidos (USCIS), incluido en el Departamento de Seguridad Nacional de los Estados Unidos (Department of Homeland Security [DHS]).

## Unión Europea
En la actualidad, cada Estado miembro de la Unión Europea tiene un proceso diferente para la concesión de permisos de trabajo a los nacionales de países no comunitarios. Para abordar esta cuestión, la Comisión Europea empezó a trabajar en 1999 en el desarrollo de un proceso de toda la Unión Europea para el ingreso de nacionales de terceros países en la fuerza de trabajo. En octubre de 2007, fue adoptada una propuesta para introducir un permiso de trabajo similar al programa estadounidense "Green Card", denominado "Tarjeta Azul". Es similar al programa británico de migrantes altamente calificados (Highly Skilled Migrant Programme), con la excepción de que se requiere un contrato de trabajo en destino antes de la migración. Después de dos años en el primer país, al inmigrante se le permitirá moverse y trabajar en otro país de la UE, y se pueden sumar el número de años transcurridos en la UE a efectos de residencia. Esta nueva tarjeta abolirá los permisos de trabajo en toda la UE y centralizará la emisión en Bruselas.

## Singapur
En Singapur, el Ministerio de Trabajo (MOM) expide permisos de trabajo a los extranjeros que reúnen los requisitos necesarios en virtud de la Ley de Empleo de Mano de Obra Extranjera (EFMA). El término "permiso de trabajo" se utiliza como término genérico para los distintos visados y permisos que permiten a una persona trabajar en Singapur.
Hay tres categorías principales de pases de trabajo:
- Permiso de trabajo (WP) - para trabajadores no cualificados y semicualificados. Sujeto a la cuota a, al impuesto b y a los requisitos de ciudadanía.[8] No está permitido traer familiares a Singapur. No puede solicitar la residencia permanente. Se aplican restricciones matrimoniales; los titulares o antiguos titulares de WP deben obtener la aprobación del MOM antes de casarse con un ciudadano o residente permanente de Singapur. 
  - Entre las subespecies de permisos de trabajo se incluyen los permisos de trabajo para trabajadores domésticos extranjeros, los permisos de trabajo para niñeras durante el parto y los permisos de trabajo para artistas que trabajan en locales de espectáculos públicos.
- S Pass (SP)[9] - para personal cualificado de nivel medio y técnicos con un salario mensual fijo de al menos 2.300 dólares suizos. Sujeto a cuotas y requisitos fiscales, pero no a restricciones de nacionalidad. Está permitido traer familiares a Singapur si el salario es de al menos 6.000 dólares singapurenses al mes. Requisitos para solicitar un permiso de residencia permanente.
- Permiso de trabajo (PE):[10] para profesionales, directivos y ejecutivos que perciban un salario mensual fijo de al menos 3.600 dólares australianos. No está sujeta a cuotas, tasas ni requisitos de nacionalidad, pero debe darse una consideración equitativa a los solicitantes de empleo locales cualificados.  Se permite traer a miembros de la familia si el salario mensual fijo no es inferior a 6.000 dólares suizos.[11] Requisitos para solicitar un permiso de residencia permanente.